# Fiscorn
Een fiscorn is een (bas)bugel in C met cilinderventielen zoals die in Catalonië gebruikt wordt. Uiterlijk lijkt hij sterk op een Duitse flügelhorn, maar dan tweemaal zo groot. Fiscorn is het Catalaanse woord voor bugel (Italiaans: flicorno). Hoewel de term ook gebruikt kan worden voor de moderne bugel wordt de term in Catalonië enkel gebruikt voor het instrument zoals dat binnen de cobla wordt gebruikt.

## Achtergrond
Oorspronkelijk werd dit instrument gebruikt in polkabands in Duitsland en Tsjechië. Daarnaast ook in Italiaanse militaire orkesten. Toen de cobla werd samengesteld is er veel uitgeprobeerd en uiteindelijk is dit instrument 'geadopteerd' voor deze muziekensembles. In de meeste andere regionen van Europa is dit instrument al lang niet meer in gebruik, voornamelijk wegens intonatieproblemen en de ontwikkeling van nieuwere alternatieven. In de cobla's blijft dit instrument vooralsnog onverminderd in gebruik. Door zijn compacte bouw is hij erg licht en goed hanteerbaar. Vanwege zijn conische bouw en naar voren gerichte beker is hij mooi warm van toon en heeft hij een goede draagkracht in de buitenlucht. Het instrument speelt zeer licht aan maar heeft zoals gezegd zeer slechte intonatie-eigenschappen. Binnen de 'Cobla la Principal d'Amsterdam' (de enige cobla buiten Catalonië en gevestigd in Amsterdam) wordt al jarenlang gebruikgemaakt van een modern alternatief voor de fiscornpartij. Hiervoor werd gebruikgemaakt van een zogenaamde frontbell-tuba, ook wel marching baritone genoemd. Door de veel betere stemming en honderd jaar modernere techniek is deze nog steeds in gebruik bij dit ensemble. Maar bij het spelen van traditionele sardana's gebruikt ook dit ensemble de fiscorns vanwege de originele toon. Vanwege de regelmatige bezoeken van dit ensemble aan Catalonië is de frontbellvariant ook af en toe in gebruik bij de Catalaanse cobla's. De betere stemming blijkt onmisbaar bij de uitvoering van hedendaagse muziek.